# Vallecrosia
Vallecrosia es una localidad y comune italiana de la provincia de Imperia, región de Liguria, con 7.274 habitantes.

## Evolución demográfica
| Gráfica de evolución demográfica de Vallecrosia entre 1861 y 2001 |
|                                                                   |
| Fuente ISTAT - elaboración gráfica de Wikipedia                   |